# Hans Eller
Hans Eller   (Gdańsk, 14 d'agost de 1910 - Rússia, 4 d'abril de 1943) va ser un remer alemany que va competir durant la dècada de 1930.
El 1932 va prendre part en els Jocs Olímpics de Los Angeles, on guanyà la medalla d'or en la competició del quatre amb timoner del programa de rem. Formà equip amb Horst Hoeck, Walter Meyer, Joachim Spremberg i Carlheinz Neumann.
Durant la Segona Guerra Mundial va lluitar primer a França, on fou ferit, i després a Rússia, on morí.